# 陳仕賢
陳仕賢（1499年—？），字邦憲，號希斋，福建福清縣（今福清市）人。明朝政治人物，嘉靖壬辰進士。官至湖廣巡撫。

## 生平
辛卯福建乡试七十三名举人，嘉靖十一年（1532年）壬辰科会试二百九十一名，二甲四十名進士。授户部主事，升员外、郎中，嘉靖十八年（1539年）年官杭州府知府。二十三年正月升湖廣副使，晋廣東參政、按察使，三十五年二月升河南右布政使，三月升浙江左布政使，三十八年十月官至都察院右副都御史、巡撫湖廣，三十九年八月吏科都给事中梁梦龙弹劾贵州巡抚高翀贪耄，仕贤昬庸，各不称职，俱革职闲住。

## 家族
曾祖陈旺。祖父陈元泽。父陈纲。母林氏。具庆下。弟仕貴、仕贡、仕赟、仕贽、仕寶、仕贺、仕貞。